# Heatmiser
Heatmiser war eine US-amerikanische Alternative-Rock-Band, die 1991 in Portland (Oregon) gegründet wurde und bis 1996 bestand.

## Bandgeschichte
Als Studenten des Hampshire College in Amherst (Massachusetts) gründeten Neil Gust und Elliott Smith (beide Gitarre und Gesang) 1987 eine Band, die neben Coverversionen zum Beispiel von Ringo Starr und Elvis Costello auch eigene Songs spielte. Nach ihrem Abschluss zogen beide nach Portland, wo sie die Band mit Brandt Peterson (Bass) und Tony Lash (Schlagzeug) als Heatmiser wiederbelebten. Peterson verließ die Band 1994, für ihn kam Sam Coomes am Bass. Lash ging 1996, an seiner Stelle übernahm John Moon das Schlagzeug. Im gleichen Jahr lösten sich Heatmiser nach Produktion ihres dritten Albums Mic City Sons auf.

## Diskografie
Studioalben
- 1993: Dead Air
- 1994: Cop and Speeder
- 1996: Mic City Sons

EPs
- 1992: The Music of Heatmiser
- 1994: Yellow No. 5

Singles
- 1993: Stray
- 1994: Sleeping Pill
- 1996: Everybody Has It